# Gypsophila brevicaudata
Gypsophila brevicaudata é uma espécie de ave da família Pellorneidae.
Pode ser encontrada nos seguintes países: Camboja, China, Índia, Laos, Malásia, Myanmar, Tailândia e Vietname.
Os seus habitats naturais são: florestas subtropicais ou tropicais húmidas de baixa altitude e regiões subtropicais ou tropicais húmidas de alta altitude.

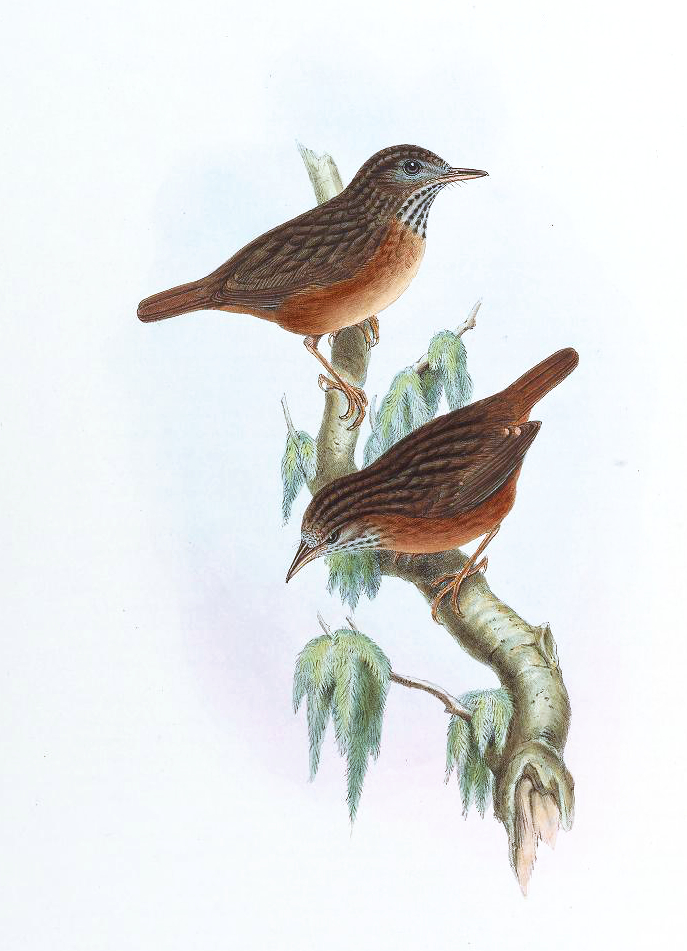